# همزیست انسان

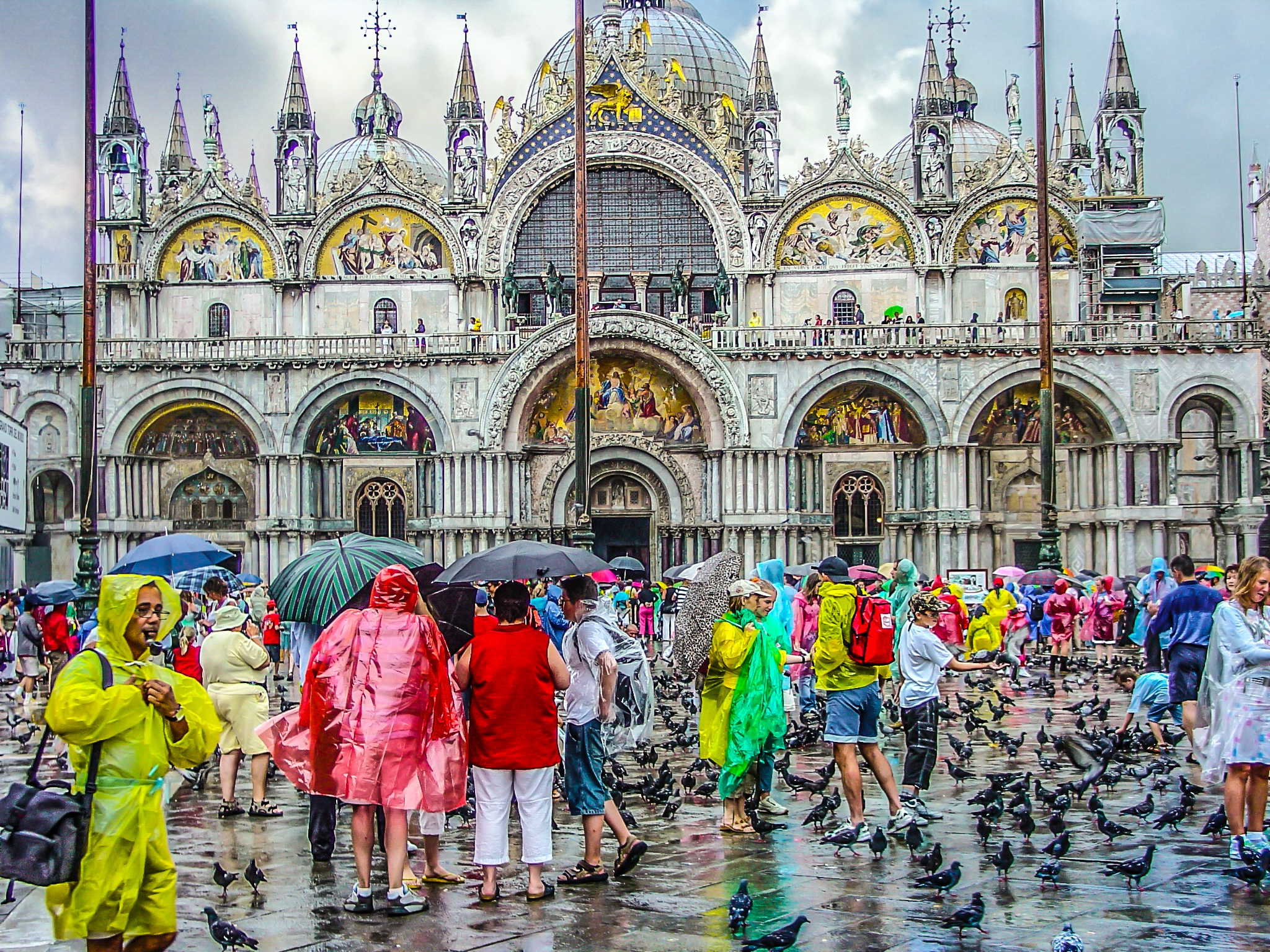
کبوترها با گردشگران در ونیز درمی‌آمیزند

همزیست انسان (به انگلیسی: Synanthrope) (از واژهٔ یونانی σύν syn، «همراه با» + ἄνθρωπος anthropos به معنی «انسان»)، عضوی از گونه‌ای از جانوران یا گیاهان وحشی است که در نزدیکی انسان زندگی می‌کند و از ارتباط با انسان‌ها و زیستگاه‌های تا اندازه‌ای مصنوعی بهره می‌برد که مردم در پیرامون خود ایجاد می‌کنند نگاه کنید به انسان‌دوستی). این گونه زیستگاه‌ها شامل خانه‌ها، باغ‌ها، زمین‌های کشاورزی، کنار جاده‌ها و محل‌های زباله است.
دسته همزیست انسان شامل بسیاری از گونه‌های آفت نیز می‌شود. اما شامل جانوران اهلی مانند گاو، زنبورهای عسل، حیوانات خانگی، ماکیان، کرم ابریشم و جانوران کار نمی‌شود.